# Molophilus (Lyriomolophilus) barina
Molophilus (Lyriomolophilus) barina is een tweevleugelige uit de familie steltmuggen (Limoniidae). De soort komt voor in het Australaziatisch gebied.